# Наводничі
Наво́дничі (Нево́дничі; Наводни́цька балка) — історична місцевість, урочище. Простягається вздовж Старонаводницької вулиці та кінцевої частини бульвару Миколи Міхновського та до Дніпра, охоплюючи Наводницьку площу.
Перевіз (пором) через Дніпро існував у цій місцині ще у глибоку давнину, принаймні він згадується у зв'язку із легендарним Києм.
Однак місцина під назвою Неводничі згадується вперше у 1538 році.
Д.Вортман вважає, що топонім походить не від понтонної переправи, яку начебто наводили (вперше така переправа з'явилася 1706 року), а від наглядачів за рибними угіддями — неводничами, від слова невід.
В наш час більша частина місцевості забудована — парна сторона Старонаводницької вулиці — багатоповерхівками, непарна — малоповерховими приватними будинками.
Поблизу існує Новонаводницький провулок, а назву Новонаводницької вулиці мала нижня частина сучасної Лаврської вулиці.